# 竹内美優
竹内 美優（たけうち みゆう、1988年9月21日 - ）は、日本の元女性声優。東京都出身。フリー。

## 略歴
元々演劇が好きで、舞台などを見るのが好きだったという。その時に友人から「声優とかいいんじゃないか」と勧められて、声優にも興味を持つようになって、そるようになったという。その時のオーディションは落選したという。その時、設定書のようなものはもらっていたが、「ここまですごいとは」の後、高校2年生の時に劇団若草に入団。
テレビアニメ『かのこん』の犹守望役でデビュー。
その後、WHOOPEEに所属していたがフリー転向後は担当していた持ち役も2012年の時点で全て降板し、その後に引退した。

## 人物
母はニコリのパズル作家である小見枝まや。その影響で本人もニコリに何度か寄稿している。
妹はアイドルグループ「パズルガールズ」の元メンバー、りんりん（竹内鈴）。
趣味はジグソーパズル、DVD鑑賞。特技は拳が口の中に入る。
漫画、アニメが好きで、『犬夜叉』、『らんま1/2』といった高橋留美子の作品が好きだという。

## 後任
竹内の引退後に持ち役を引き継いだのは以下の通り。
- 竹達彩奈 - 『クイーンズブレイド』：アルドラ（『リベリオン』以降）

## 出演

### テレビアニメ
- かのこん（2008年、犹守望）
- クイーンズブレイド（2009年、アルドラ）- 2シリーズ
- 夢色パティシエール（2010年、お姉さんA）

### OVA
- かのこん〜真夏の大謝肉祭〜（2009年、犹守望）
- クイーンズブレイド 美しき闘士たち（2011年、アルドラ）

### ゲーム
- かのこん えすいー（2008年、犹守望）
- クイーンズブレイド スパイラルカオス（2009年、アルドラ）
- クイーンズゲイト スパイラルカオス（2011年、アルドラ）

### ドラマCD
- かのこんドラマCD〜今日は記念日？ちずると耕太の初デート〜（2008年、犹守望）

### パチスロ
- パチスロ クイーンズブレイド 流浪の戦士（2012年、アルドラ[4]）

### ラジオCD
- ラジオCD「かのこんラジオ 〜耕太とちずるのゆやよん成長日記〜」（第5回ゲスト、2008年10月24日）

## ディスコグラフィ

### キャラクターソング
| 発売日   | 商品名                                                                         | 歌 | 楽曲                                                    | 備考                                                            |
| 2008年   | 2008年                                                                         | 2008年 | 2008年                                                  | 2008年                                                          |
| -------- | ------------------------------------------------------------------------------ | --- | ------------------------------------------------------- | --------------------------------------------------------------- |
| 7月31日  | かのこん えすいー 限定版特典オリジナルCD                                       | 小山田耕太（能登麻美子）、源ちずる（川澄綾子）、犹守望（竹内美優） | 「恋のミラクル☆サマーバケーション」                     | ゲーム『かのこん えすいー』関連曲                               |
| 2009年   |                                                                                | |                                                         |                                                                 |
| 3月25日  | かのこん・ないすばでぃ                                                         | 犹守望（竹内美優） | 「アイのカタチ」                                        | テレビアニメ『かのこん』関連曲                                  |
| 2010年   |                                                                                | |                                                         |                                                                 |
| 8月25日  | クイーンズブレイド 美しき闘士たち「信義!エリナ揺るぎなき絆」【初回生産特典CD】 | エリナ（水橋かおり）、レイナ（川澄綾子）、アイリ（伊藤かな恵）、アレイン（喜多村英梨）、イルマ（鹿野優以）、エキドナ（甲斐田ゆき）、カトレア（柚木涼香）、クローデット（田中敦子）、シズカ（生天目仁美）、ナナエル（平野綾）、セトラ（立木文彦）、トモエ（能登麻美子）、ニクス（田中理恵）、ノワ（高橋美佳子）、メルファ（大原さやか）、ユーミル（齋藤彩夏）、メローナ＆ラナ（釘宮理恵）、リスティ（甲斐田裕子）、アルドラ（竹内美優）、メナス（後藤邑子） | 「美闘士カーニバル〜たおれる時は前向きに〜 cheio:full」 | OVA『クイーンズブレイド 美しき闘士たち』エンディングテーマ      |
| 11月25日 | クイーンズブレイド 美しき闘士たち「再興!メナス愉悦の王宮」【初回生産特典CD】   | メローナ、メナス、アイリ、アルドラ（竹内美優）、シズカ、セトラ、トモエ、ナナエル、メルファ、ユーミル、リスティ、レイナ | 「美闘士カーニバル〜たおれる時は前向きに〜 quatro:4」   | OVA『クイーンズブレイド 美しき闘士たち』第4話エンディングテーマ |
| 2011年   |                                                                                | |                                                         |                                                                 |
| 2月23日  | クイーンズブレイド 美しき闘士たち「堕天!逸楽のナナエル」【初回生産特典CD】     | ナナエル、メローナ、アイリ、アルドラ（竹内美優）、シズカ、セトラ、トモエ、メナス、メルファ、リスティ、レイナ、ユーミル | 「美闘士カーニバル〜たおれる時は前向きに〜 cinco:5」    | OVA『クイーンズブレイド 美しき闘士たち』第5話エンディングテーマ |
| 3月23日  | クイーンズブレイド 美しき闘士たち「奥義!差添いの逢魔が旅」【初回生産特典CD】   | トモエ、シズカ、アルドラ（竹内美優）、アイリ、セトラ、ナナエル、メナス、メルファ、メローナ、ユーミル、リスティ、レイナ | 「美闘士カーニバル〜たおれる時は前向きに〜 seis:6」     | OVA『クイーンズブレイド 美しき闘士たち』第6話エンディングテーマ |